# Andrijana
Andrijana je žensko osebno ime.

## Izvor imena
Ime Andrijana je različica ženskega osebnega imena Andreja.

## Pogostost imena
Po podatkih Statističnega urada Republike Slovenije je bilo na dan 31. decembra 2007 v Sloveniji število ženskih oseb z imenom Andrijana: 76.

## Osebni praznik
Osebe z imenom Andrijana lahko godujejo takrat kot osebe z imenom Andreja.